# Sergiusz Fabian Sawicki
Sergiusz Fabian Sawicki (ur. 8 lipca 1975 w Koszalinie, zm. 23 sierpnia 2013 tamże) – polski gitarzysta i kompozytor rockowy, syn wokalistki Katarzyny Sobczyk i wokalisty Henryka Fabiana.

## Życiorys
Urodził się w szczytowym okresie popularności swoich rodziców, znanych muzyków ery bigbitu, toteż gdy miał pół roku, został przez nich oddany na wychowanie przyjaciołom, państwu Sitkom. W wieku 17 lat stracił całkowicie kontakt z matką, gdy ta wyjechała do USA. Bliższe relacje z matką nawiązał dopiero na rok przed jej śmiercią w 2010, po jej powrocie do Polski.
Był gitarzystą, kompozytorem i liderem zespołów Kashmir, a następnie Marrakesh, specjalizujących się w graniu utworów w klimacie klasycznego rocka. Z zespołem Marrakesh nagrał także album Marrakesh i Przyjaciele – pamięci Kasi Sobczyk wydany nakładem wydawnictwa Fonografika, poświęcony pamięci swojej matki. Dochód z płyty został przekazany na profilaktykę walki z rakiem. Na płycie znalazły się ostatnie nagrania Kasi Sobczyk, a gościnnie wystąpili także: Ania Rusowicz, Wojciech Waglewski, Krzysztof Cugowski, Wanda Kwietniewska i Jarosław Janiszewski. Artysta pracował również nad kolejną płytą Back 2 Beat, na której mieli się pojawić potomkowie znanych muzyków ery bigbitu, w tym: Natalia Niemen, Karolina Poznakowska, Gaba Zielińska, Sebastian Krajewski czy Maciek Wyrobek.
31 lipca 2013 roku wziął ślub ze swoją wieloletnią partnerką Joanną. Zmarł po krótkiej chorobie 23 sierpnia tego samego roku.
Ceremonia pogrzebowa odbyła się 29 sierpnia 2013 roku na cmentarzu komunalnym w Koszalinie.